# Ludwig Dessoir
Ludwig Dessoir, pseudonimo di Leopold Dessauer (Poznań, 15 dicembre 1810 – Berlino, 30 dicembre 1874), è stato un attore teatrale tedesco.

## Biografia

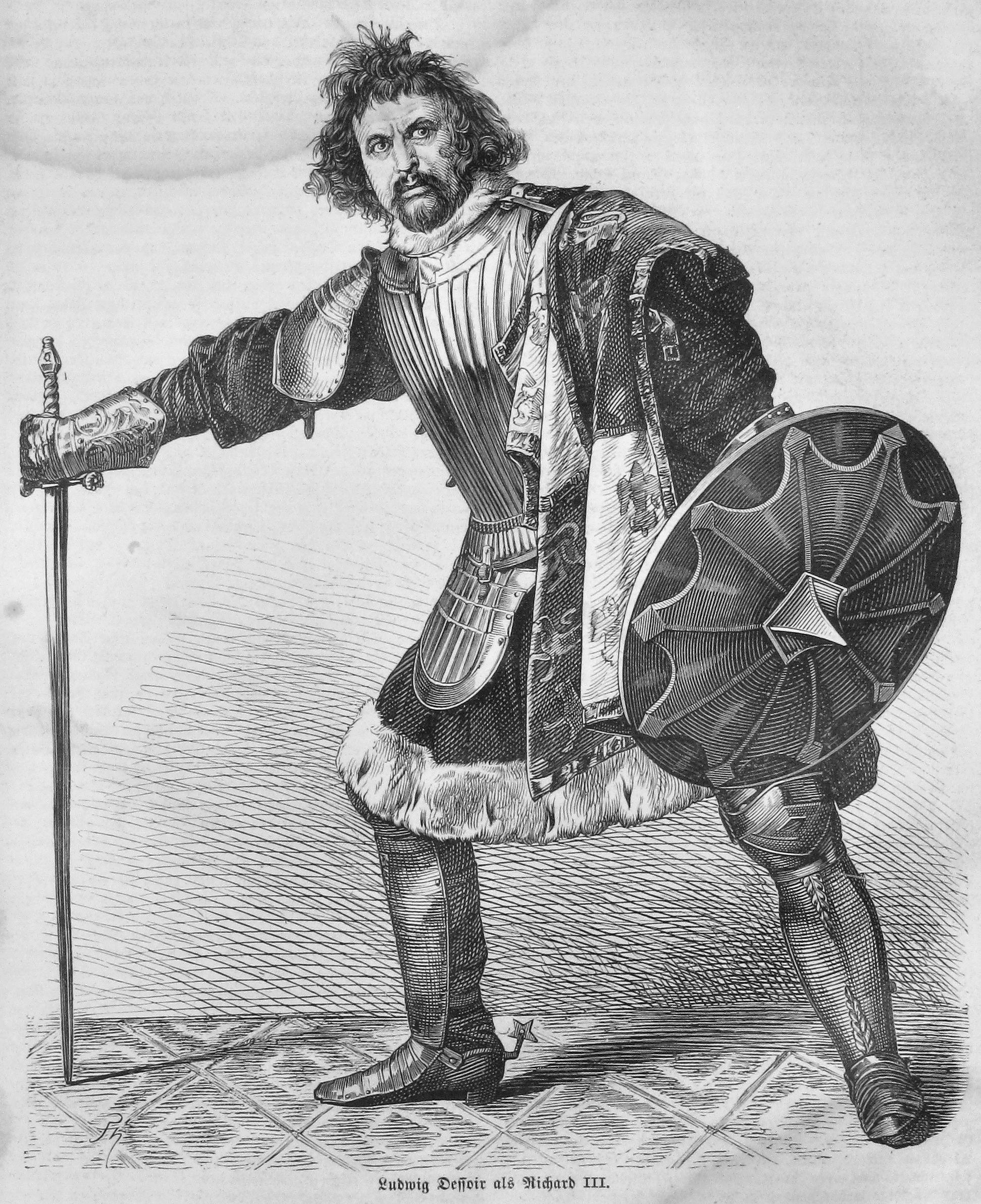
Ludwig Dessoir nel ruolo di Riccardo III

Ludwig Dessoir si affermò a Lipsia nel 1834, poi recitò a Breslavia, Praga, Vienna e Pest, dal 1839 prese il posto di K. Devrient a Karlsruhe nel teatro di corte, dopo di che ebbe successo per lungo tempo al Königliches Schauspielhaus di Berlino, dal 1849 al 1872, dove interpretò ruoli dapprima di amoroso, poi di primattore soprattutto nelle opere classiche (William Shakespeare, Friedrich Hebbel, Friedrich Schiller, Johann Wolfgang von Goethe),anche se è da menzionare prevalentemente per le sue riuscite interpretazioni di Shakespeare.
Infatti nel 1855 recitò a Londra, dove i critici teatrali paragonarono favorevolmente il suo Otello ai ritratti di Edmund Kean e William Charles Macready.Il suo Otello si caratterizzò per un'intensità moderata che era in contraddizione con la violenza melodrammatica dell'interpretazione abituale del Moro.
Si caratterizzò e si distinse per un'acutezza interpretativa che, nonostante le sue ottime doti, lo salvò sempre da ogni eccesso individualistico.

## Interpretazioni
- Nanky – Toni (Theodor Körner);
- Othello – Othello (William Shakespeare);
- Bolingbroke – Richard II (William Shakespeare);
- Clavigo – Clavigo (Johann Wolfgang von Goethe);
- Tempelherr – Nathan der Weise (Gotthold Ephraim Lessing);
- Perin – Donna Diana (Joseph Schreyvogel);
- Alba – Egmont (Johann Wolfgang von Goethe);
- Muley Hassan – Die Verschwörung des Fiesco zu Genua (Friedrich Schiller);
- Richard III – Richard III (William Shakespeare);
- Geßler – Wilhelm Tell (Friedrich Schiller);
- Talbot – Die Jungfrau von Orléans (Friedrich Schiller).